# Layline

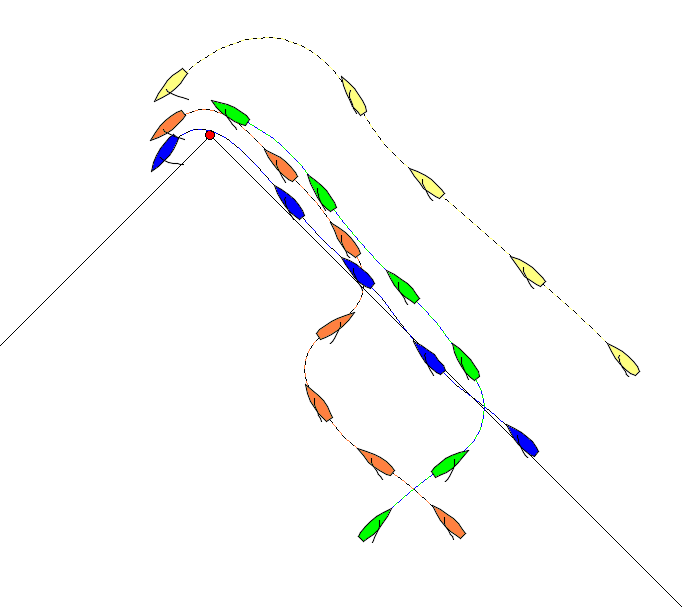
Mehrere Segelboote versuchen, eine luvwärts gelegene Tonne (rot) zu erreichen. Der Wind kommt von oben. Während das blaue Boot direkt auf der Layline (schwarz) segelt, verschenkt das gelbe Boot Höhe. Das grüne und das orange Boot wenden zu unterschiedlichen Zeitpunkten, abhängig von ihrer Taktik, auf die Layline.

Die Layline (englisch Lay line, auch Anliegelinie) ist der Kurs, auf der ein Segelboot einen Am-Wind-Kurs segeln und gerade eine luvwärts gelegene Tonne passieren kann, ohne vorher wenden zu müssen oder die Tonne zu berühren.
Um eine luvwärts gelegene Tonne erfolgreich, also ohne Berührung, zu passieren, muss jedes Segelboot letztendlich auf bzw. leicht oberhalb der Layline segeln. Einzig der Zeitpunkt, bei dem auf die Layline gewendet wird, kann mittels unterschiedlicher Taktiken beeinflusst werden. Ein Segelboot, das zu dicht an der Layline segelt, also nicht weit genug in Luv, riskiert, dass bei unvorhergesehenen Winddrehern unter Umständen eine weitere Kreuz gesegelt werden muss, damit die Tonne passiert werden kann.

## Regattasegeln
Häufig spielt die Layline besonders beim Regattasegeln eine wichtige Rolle. Dabei werden nicht nur die Windverhältnisse beachtet, sondern auch die Ausweichregeln zwischen Wasserfahrzeugen. So kann es, abhängig auf welchem Bug man segelt, sinnvoll sein, zu einem früheren oder späteren Zeitpunkt auf der Layline zu segeln, weil man dadurch kurshalte- und der Gegner ausweichpflichtig ist.